# Edoardo Goldaniga
Edoardo Goldaniga (Milão, 2 de novembro de 1993) é um futebolista profissional italiano que atua como defensor, Atualmente joga pelo Como.

## Carreira
Edoardo Goldaniga começou a carreira no Pizzighettone.